# Trill Zsolt
Trill Zsolt (Sárosoroszi, 1972. április 13. –) Kossuth- és Jászai Mari-díjas magyar színművész, érdemes és kiváló művész.

## Életpályája
Trill Zsolt a Beregszászi Illyés Gyula Magyar Nemzeti Színház alapítói közé tartozik, pályafutása a kezdetektől összefonódik a színházalapító-rendező Vidnyászky Attilával. Számos, a beregszászi társulatnak nemzetközi elismerést is hozó darabban alakított fontos szerepet, majd ő is követte Vidnyánszkyt a debreceni színházba. Színpadi alakításain túl ma már filmszerepeit is művészi pályája szerves részeként tarthatjuk számon. Több rangos állami és szakmai díjban is részesült. 2013-tól a budapesti Nemzeti Színház művésze. Házastársa Szűcs Nelli, aki szintén színész. Két gyermekük született: Helga és Bertalan.

## Szerepeiből

### Színház
- William Shakespeare: A makrancos hölgy avagy a hárpia megzabolázása... Ravasz Kristóf; Petruchio
- William Shakespeare: A vihar... Caliban, barbár
- William Shakespeare: Ahogy tetszik... Rosalinda
- William Shakespeare: III. Richárd... III. Richárd
- Euripidész: Hippolütosz... Phaidra dajkája; Thészeusz, Athén és Troizén királya
- Anton Pavlovics Csehov: Három nővér... Szoljonij, Vaszily Vasziljevics
- Anton Pavlovics Csehov: Csehov - egyfelvonásos komédiák: A medve: Luka; A dohányzás ártalmasságáról: Nyuhin Ivan Ivanovics; Leánykérés: Csubukov
- Anton Pavlovics Csehov: Meggyeskert... Firsz, inas, 87 éves öregember
- Mihail Afanaszjevics Bulgakov: Álszentek összeesküvése (Moliere)... Zachaire Moirron, neves színész
- Alekszandr Nyikolajevics Osztrovszkij: Vihar.opus.posth... Kuligin
- Alekszandr Nyikolajevics Osztrovszkij: Karrier, avagy a lónak négy lába van, mégis...Jegor Dmitrics Glumov, fiatalember
- Makszim Gorkij: Éjjeli menedékhely... Szatyin
- Szergej Szergejevics Prokofjev - Valerij Jakovlevics Brjuszov: A tüzes angyal... Mephisto, szellem
- Giovanni Boccaccio – Vidnyánszky Attila: Sólyompecsenye... Camilio Calfucci
- Giovanni Boccaccio: Dekameron... szereplő
- Miguel de Cervantes: Don Quijote... Cervantes
- Molière: Scapin, a szemfényvesztő... Scapin, Leander szolgája, szemfényvesztő
- Molière: Tartuffe... Tartuffe
- Edmond Rostand: A sasfiók... Metternich
- Bertolt Brecht: Galilei élete... Galileo Galilei; A 39 éves Andrea Sarti
- Henrik Ibsen: Brand... Brand
- T. S. Eliot: Gyilkosság a székesegyházban... Becket Tamás
- Witold Gombrowicz: Operett... Fior mester
- Georges Feydeau: Bolha a fülbe... Victor-Emmanuel Chandebise
- Csokonai Vitéz Mihály: Karnyóné... Samu
- Katona József: Bánk bán... Ottó, Berchtoldnak a merániai hercegnek fia, Gertrudisnak testvéröccse
- Madách Imre: Az ember tragédiája... Lucifer; Ádám
- Krúdy Gyula – Parti Nagy Lajos: Boldogult úrfikoromban... Borbély
- Móricz Zsigmond: Légy jó mindhalálig... Török János
- Móricz Zsigmond: Úri muri... Szakhmáry Zoltán
- Weöres Sándor: Psyché...Narrátor
- Juhász Ferenc: A szarvassá változott fiú... szereplő
- Örkény István: Tóték... Őrnagy
- Tamási Áron: Vitéz lélek... Balla Péter
- Háy János: A Pityu bácsi fia... Pityu (negyvenes, Budapestre költözött férfi)
- Kiss Csaba: Kun László... Érett
- Székely János: Caligula helytartója... P. Petronius, római patrícius, Caligula szíriai helytartója
- John Gay: Háromgarasos opera... Beköpy
- Bernard-Marie Koltès: Roberto Zucco... Roberto Zucco
- Szergej Medvegyev: Fodrásznő... szereplő
- Ivan Alekszandrovics Goncsarov – Mihail Ugarov: Oblom-off... 	Ilja Iljics Oblomov
- Oleg Zsukovszkij: Mesés férfiak szárnyakkal... szereplő
- Ivan Viripajev: Illúziók... szereplő
- Ivan Viripajev: Részegek... Mark
- Ivan Viripajev: Álomgyár /Dreamworks/... David, a Tudomány és Társadalom című folyóirat főszerkesztője
- Michael Frayn: Még egyszer hátulról... Roger Lillicap (Garry)
- Verebes Ernő: Sardaffass, a hímboszorkány... Sardaffass
- Verebes Ernő: Kioldás-tanulmány egy végkifejlethez... Én, mindig más
- Borbély Szilárd – Vidnyánszky Attila: Halotti pompa.. szereplő
- Földes László Hobo: Vadászat... szereplő
- Jantyik Zsolt: Világvége szerelem... szereplő

### Játékfilmek
- Észak - észak (1996)
- Jadviga párnája (2000)
- Világszám! (2004)
- Három séta (2004)
- Állítsátok meg Terézanyut! (2004)
- Rövid ideig tartó csend (2005)
- Elveszett tárgyak (Lost and Found) (2005)
- Johanna (2005)
- Töredék (2006)
- Sziréna (2006)
- Dolina (Az érsek látogatása) (2006)
- Kaméleon (2008)
- A hetedik kör (2008)
- Bunkerember (2009)
- Boszorkánykör (2009)
- Így ahogy vagytok (2010)
- East Side Stories (2010)
- Isteni műszak (2013)
- Mancs (2014)
- Szabadesés (2014)
- A szarvassá változott fiú - Kiáltozás a titkok kapujából (2014)
- A martfűi rém (2016)
- A Viszkis (2017)
- Lajkó – Cigány az űrben (2018)
- Drakulics elvtárs (2019)
- "ti is élni fogtok." (2021)
- Elk*rtuk (2021)
- Nagykarácsony (2021)
- Kilakoltatás (2022)
- Magunk maradtunk (2022)
- Magasságok és mélységek (2022)
- Radics Béla - A megátkozott ember (2023)
- Hadik (2023)
- A másik érintése (2023)

### Tévéfilmek
- Az omnibusztól a metróig (1995)
- Csokonai: Dorottya (2001)
- A nyugalom (2006)
- Méhek tánca (2007)
- Háy János: A Pityu bácsi fia (2007)
- A medve (2007)
- Márió, a varázsló (2007)
- T. S. Eliot: Gyilkosság a székesegyházban (2009)
- Hajónapló (filmsorozat) (2009)
- Bulvár (2010)
- Armel Operaverseny és Fesztivál (2010)
- Az ember tragédiája Szegeden (2011)
- Tranzitidő (2015)
- Szürke senkik (2016)
- Záridő (2016)
- Aranyélet (2016)
- A becsület útján (2016) – dokumentumfilm-sorozat
- A Sátán fattya (2017)
- A belső oldal (2017)
- Az elíziumi kém (2018) – dokumentumfilm
- Cseppben az élet (2019)
- Aranybulla (2022)

## Díjak
- A zsűri különdíja – Arany Oroszlán Fesztivál (Lviv) (1996)
- Jászai Mari-díj (2003)
- Mensáros László-díj (2004)
- Gundel művészeti díj (2004)
- Súgó Csiga díj (2005)
- Bubik István-díj (2005)
- Teátrum-díj (2007)
- Magyar Filmkritikusok díja (Kaméleon) (2009)
- A MASZK színész zsűri díja – Ilja Iljics Oblomov szerepéért a legjobb férfialakítás díja (2009)
- Érdemes művész (2012)
- Őze Lajos-díj (2012)
- Amphiteátrum díj (2012)
- Kiváló művész (2014)
- Sinkovits Imre-díj (2014)
- Színikritikusok Díja: A legjobb férfi főszereplő (Brand – 2015)
- Színikritikusok Díja: A legjobb férfi főszereplő (Galilei – 2016)
- Sík Ferenc-díj (2017)[2]
- POSZT – Legjobb férfi főszereplő (2017, 2019)
- Bujtor István-díj (2019)[3]
- Arany Medál díj – Az év színésze (2023)
- Kossuth-díj (2024)

## Portré
- Hogy volt?! – Szűcs Nelli – Trill Zsolt (2020)
- Kontúr – Trill Zsolt (2024)